# Гюлер, Синан
Синан Гюлер (тур. Sinan Güler; род. 8 ноября 1983 года в Стамбуле, Турция) — турецкий профессиональный баскетболист, игравший на позициях разыгрывающего и атакующего защитника. 

## Карьера в колледже
Гюлер выступал на уровне колледжей за команду Солт-Лейк Сити комьютини колледж с 2002 по 2004 год, а затем еще два года был заигран за Кэрролл колледж (Монтана).

## Профессиональная карьера
После игры за молодежные команды в системе «Бешикташа», Гюлер здесь же в сезоне 2000–01 начал профессиональную карьеру. После выступлений за колледжи в США вернулся в Турцию, где присоединился к клубу «Дарюшшафака». В 2008 году перешёл в «Анадолу Эфес». С новым клубом в 2009 году сделал «золотой дубль», выиграл Кубок Турции, а также стал чемпионом Турции. Также в сезонах 2009 и 2010 года становился обладателем Суперкубка Турции.
В 2013 году перешёл в «Галатасарай», где стал капитаном команды. С клубом стал обладателем Еврокубка 2016 года.
3 июля 2017 года Гюлер подписал контракт с другим турецким клубом «Фенербахче» по формуле 2+1.

## Национальная сборная
Гюлер присоединился к национальной сборной Турции в 2009 году. Также является капитаном команды. С первой сборной принимал участие в таких турнирах как Евробаскет 2009, Чемпионат мира по баскетболу 2010, где завоевал серебряную медаль, Евробаскет 2011, Евробаскет 2013, Чемпионат мира по баскетболу 2014, Евробаскет 2015, Евробаскет 2017, а также отборочном турнире к Чемпионату мира 2016 года.

## Личная жизнь
Синан Гюлер - сын бывшего турецкого баскетболиста Неджати Гюлера, который выступал (в 1975) и тренировал (в 1993) баскетбольный клуб «Фенербахче». У Синана есть старший брат Муратхан, также профессиональный баскетболист.

## Достижения

### Национальная сборная
Турция :
- Серебряный призёр Чемпионата мира по баскетболу : 2010
- Бронзовый призёр Средиземноморских игр : 2009

### «Анадолу Эфес»
- Чемпион Турции по баскетболу : 2008/09
- Обладатель Кубка Турции по баскетболу : 2009
- Обладатель Суперкубка Турции по баскетболу : 2009, 2010

### «Галатасарай»
- Обладатель Еврокубка : 2015/2016